# Saint-Christophe-et-le-Laris
Pour les articles homonymes, voir Saint-Christophe.
Saint-Christophe-et-le-Laris est une commune française située dans le département de la Drôme, en région Auvergne-Rhône-Alpes.

## Géographie

### Localisation
La commune de Saint-Christophe-et-le-Laris est située à 9 km au sud du Grand-Serre (chef-lieu du canton), à 20 km au nord de Romans-sur-Isère et à 28 km au nord-est de Tain-l'Hermitage.

### Hydrographie
La commune est arrosée par :
- La Limone ;
- Le Champagnier, affluent de La Limone ;
- Le Cocagnon, affluent de La Limone ;
- La Tirette, affluent de La Limone ;
- Le Rachinier, affluent de La Tirette.

### Climat
Pour des articles plus généraux, voir Climat d'Auvergne-Rhône-Alpes et Climat de la Drôme.
En 2010, le climat de la commune est de type climat océanique altéré, selon une étude du Centre national de la recherche scientifique s'appuyant sur une série de données couvrant la période 1971-2000. En 2020, Météo-France publie une typologie des climats de la France métropolitaine dans laquelle la commune est exposée à un climat de montagne ou de marges de montagne et est dans la région climatique  Moyenne vallée du Rhône, caractérisée par un bon ensoleillement en été (fraction d’insolation > 60 %), une forte amplitude thermique annuelle (4 à 20 °C), un air sec en toutes saisons, orageux en été, des vents forts (mistral), une pluviométrie élevée en automne (250 à 300 mm). 
Pour la période 1971-2000, la température annuelle moyenne est de 11,5 °C, avec une amplitude thermique annuelle de 17,7 °C. Le cumul annuel moyen de précipitations est de 1 000 mm, avec 9,2 jours de précipitations en janvier et 6 jours en juillet. Pour la période 1991-2020, la température moyenne annuelle observée sur la station météorologique installée sur la commune est de 11,9 °C et le cumul annuel moyen de précipitations est de 1 004,4 mm,. Pour l'avenir, les paramètres climatiques de la commune estimés pour 2050 selon différents scénarios d'émission de gaz à effet de serre sont consultables sur un site dédié publié par Météo-France en novembre 2022.
| Mois                                  | jan.             | fév.            | mars           | avril         | mai            | juin          | jui.           | août           | sep.          | oct.            | nov.            | déc.           | année      |
| ------------------------------------- | ---------------- | --------------- | -------------- | ------------- | -------------- | ------------- | -------------- | -------------- | ------------- | --------------- | --------------- | -------------- | ---------- |
| Température minimale moyenne (°C)     | 0,5              | 0,6             | 3,4            | 5,9           | 9,6            | 13,2          | 15,4           | 15,4           | 11,9          | 8,7             | 4,1             | 1,3            | 7,5        |
| Température moyenne (°C)              | 3,4              | 4,2             | 7,9            | 11            | 14,9           | 18,7          | 21,2           | 21,1           | 16,9          | 12,6            | 7,2             | 4              | 11,9       |
| Température maximale moyenne (°C)     | 6,2              | 7,7             | 12,5           | 16,1          | 20,2           | 24,3          | 26,9           | 26,8           | 21,9          | 16,6            | 10,3            | 6,8            | 16,4       |
| Record de froid (°C) date du record   | −10,6 04.01.1993 | −14,5 05.02.12  | −10,2 01.03.05 | −3,4 08.04.03 | 0,7 05.05.1991 | 4,4 02.06.06  | 7,8 07.07.1993 | 6,4 31.08.1995 | 3,7 25.09.02  | −3,2 29.10.1997 | −7,2 21.11.1998 | −10,1 30.12.05 | −14,5 2012 |
| Record de chaleur (°C) date du record | 19,5 10.01.15    | 20,7 24.02.1990 | 24 25.03.1994  | 28,1 28.04.12 | 32 24.05.09    | 36,4 22.06.03 | 37,8 24.07.19  | 38,5 13.08.03  | 32,1 14.09.20 | 27,8 04.10.10   | 21,4 12.11.1995 | 17,1 05.12.06  | 38,5 2003  |
| Précipitations (mm)                   | 68,8             | 54,2            | 66,2           | 85,4          | 97,4           | 69,8          | 68,4           | 76,1           | 111,7         | 124,4           | 115,8           | 66,2           | 1 004,4    |

## Urbanisme

### Typologie
Au 1er janvier 2024, Saint-Christophe-et-le-Laris est catégorisée commune rurale à habitat dispersé, selon la nouvelle grille communale de densité à 7 niveaux définie par l'Insee en 2022.
Elle est située hors unité urbaine et hors attraction des villes,.

### Occupation des sols
L'occupation des sols de la commune, telle qu'elle ressort de la base de données européenne d’occupation biophysique des sols Corine Land Cover (CLC), est marquée par l'importance des territoires agricoles (80,6 % en 2018), en diminution par rapport à 1990 (83,2 %). La répartition détaillée en 2018 est la suivante : 
zones agricoles hétérogènes (52,4 %), prairies (19,2 %), forêts (16,8 %), terres arables (9 %), zones urbanisées (2,6 %). L'évolution de l’occupation des sols de la commune et de ses infrastructures peut être observée sur les différentes représentations cartographiques du territoire : la carte de Cassini (XVIIIe siècle), la carte d'état-major (1820-1866) et les cartes ou photos aériennes de l'IGN pour la période actuelle (1950 à aujourd'hui).

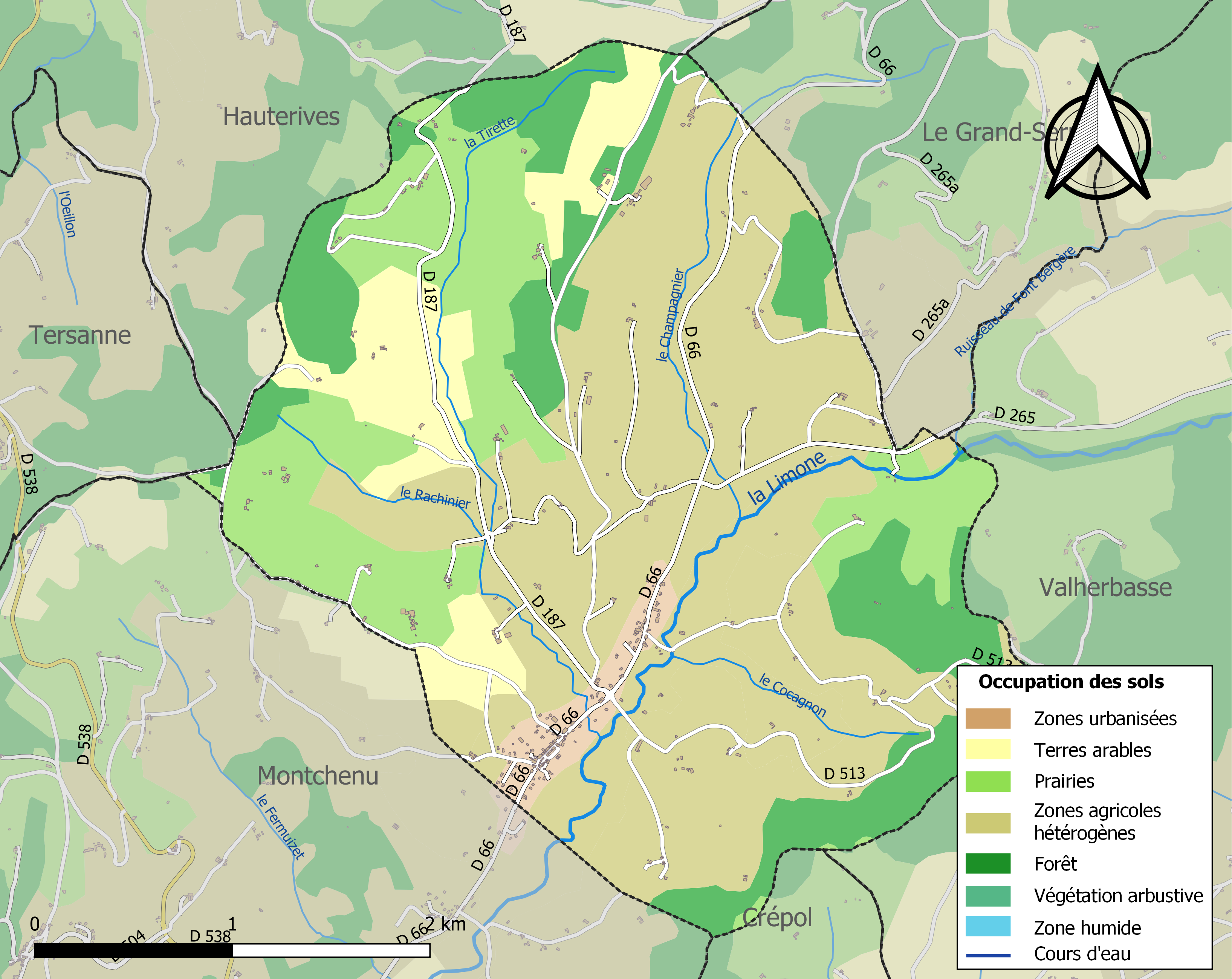
Carte des infrastructures et de l'occupation des sols de la commune en 2018 (CLC).

## Toponymie

### Attestations

#### Saint-Christophe
Dictionnaire topographique du département de la Drôme :
- 1097 (lieu-dit) : mention de la paroisse ou de l'église : ecclesia Sancti Cristophori de Enos (cartulaire de Romans, 128).
- XIIe siècle (lieu-dit) : mention de la paroisse ou de l'église : ecclesia Sancti Chrystophori de Enoz (cartulaire de Romans, 185).
- XIVe siècle (lieu-dit) : mention de la paroisse ou de l'église : ecclesia Sancti Chrystophori de Bosco (pouillé de Vienne).
- 1468 (lieu-dit) : mention de la paroisse : parrochia Sancti Christophori de Bosco in mandamento Miribelli Vallis Clarisii (terrier du Laris).
- 1705 (lieu-dit) : Saint Christofle du Bois (dénombrement du royaume).
- 1891 (lieu-dit) : Saint-Christophe, chapelle, cimetière et ferme de la commune de Saint-Christophe-et-le-Laris.
- 1891 (commune) : Saint-Christophe-et-le-Laris, commune.

#### Le Laris
Dictionnaire topographique du département de la Drôme :
- 1178 : mention de la paroisse (distincte) : parrochia de Laritz (cartulaire de Romans, 377).
- XIVe siècle : preceptor de Lariez (pouillé de Vienne).
- 1356 : domus hospitalis de Laricio (terrier du Laris).
- Vers 1390 : preceptoria Lancii (choix de docum., 197).
- 1402 : mention de la paroisse (distincte) : cura Larisii et Cura de Larisio (cartulaire des Hospitaliers, 58).
- 1516 : apud Laricium (terrier du Laris).
- 1733 : Le Lary (vis. de la commune).
- 1891 : Le Laris, village, chef-lieu de la commune de Saint-Christophe-et-le-Laris.

#### Charaix
Dictionnaire topographique du département de la Drôme :
- 1111 : mention de la paroisse ou de l'église : ecclesia de Enutio (cartulaire de Grenoble, B 83).
- 1119 : mention de la paroisse ou de l'église Saint-Pierre : ecclesia Sancti Petri de Enochio (cartulaire de Romans, p. j. 1).
- XIVe siècle : Chareysium sive Enoscum (terrier de Saint-Barnard [Romans]).
- 1521 : mention de la paroisse ou de l'église : ecclesia de Chareys (pouillé de Vienne).
- 1654 : mention de l'église : Saint-Pierre d'Eyneuf sur Charaix (archives de la Drôme, E 2200).
- 1783 : Charex (Aff. du Dauphiné).
- 1789 : Charais (Alman. du Dauphiné).
- 1891 : Charaix, hameau et paroisse de la commune de Saint-Christophe-et-le-Laris.

## Histoire

### Du Moyen Âge à la Révolution

#### Saint-Christophe
La seigneurie :
- Au point de vue féodal, cette communauté formait un fief des Beaumont.
- 1685 : la terre est démembrée de celle de Miribel et vendue aux Thomé.
- Vers 1710 : elle passe aux Pina, derniers seigneurs.

Avant 1790, Saint-Christophe était une communauté de l'élection et subdélégation de Romans et du bailliage de Saint-Marcellin, comprenant la plus grande partie de la commune actuelle de Saint-Christophe-et-le-Laris.

Elle formait une paroisse du diocèse de Vienne, dont les dîmes appartenaient au chapitre de Romans, qui présentait à la cure.

#### Le Laris
La seigneurie :
- Au point de vue féodal, la seigneurie temporelle du lieu appartenait au commandeur de Saint-Paul-lès-Romans.
- Milieu XVIIe siècle : la terre est en partie aliénée aux Brénières.

Ancienne commanderie de l'ordre de Saint-Jean-de-Jérusaiem, connue dès 1289 et unie dès 1390 à celle de Saint-Paul-lès-Romans.

Aux XIIe et XVe siècles, la terre forme une paroisse distincte du diocèse de Vienne. Elle était encore desservie par un vicaire en 1651. Les dîmes appartenaient au commandeur.

Par la suite, le Laris fait partie de la communauté et de la paroisse de Saint-Christophe-du-Bois jusqu'en 1790.
1640 (démographie) : trois habitants.

#### Charaix
Au point de vue féodal, la terre fut démembrée de celle de Montrigaud en 1684 et fut alors acquise par les Thomé. Elle passa ensuite aux Pina (derniers seigneurs).

Charaix a fait partie de la communauté de Montrigaud jusqu'au 25 août 1684, date à laquelle il fut uni à celle du Laris, de laquelle il faisait encore partie en 1790.

Au point de vue judiciaire, Charaix était du bailliage de Saint-Marcellin.

### De la Révolution à nos jours

#### Saint-Christophe
En 1790, la terre de Saint-Christophe-du-Bois forme une municipalité du canton de Montrigaud.

#### Le Laris
En 1790, le Laris forme, conjointement avec Charaix, une municipalité du canton de Montrigaud.

La réorganisation de l'an VIII (1799-1800) l'en sépare et l'intègre dans la composition de la commune de Saint-Christophe-et-le-Laris.

#### Saint-Christophe-et-le-Laris
La réorganisation de l'an VIII fusionne Saint-Christophe et Le Laris.
1842 : la section de Charaix est rattachée à la commune. Elle a été détachée de Montrigaud.
Durant la Seconde Guerre mondiale, la commune a abrité le camp de maquisards de l'Armée Secrète du groupe Victor (anciennement groupe Maboud), commandé par Victor Steinbach[réf. nécessaire].

## Politique et administration

### Liste des maires
| Période                                  | Période    | Identité          | Étiquette | Qualité |
| ---------------------------------------- | ---------- | ----------------- | --------- | ------- |
| Les données manquantes sont à compléter. |            |                   |           |         |
|                                          | avril 2008 | Brigitte Bouvarel |           |         |
| avril 2008                               | En cours   | Francis Barry     |           | Employé |

## Population et société

### Démographie
L'évolution du nombre d'habitants est connue à travers les recensements de la population effectués dans la commune depuis 1793. Pour les communes de moins de 10 000 habitants, une enquête de recensement portant sur toute la population est réalisée tous les cinq ans, les populations de référence des années intermédiaires étant quant à elles estimées par interpolation ou extrapolation. Pour la commune, le premier recensement exhaustif entrant dans le cadre du nouveau dispositif a été réalisé en 2005.

En 2022, la commune comptait 425 habitants, en évolution de +3,41 % par rapport à 2016 (Drôme : +2,64 %, France hors Mayotte : +2,11 %).
| 1793 | 1800 | 1806 | 1821 | 1831 | 1836 | 1841 | 1846 | 1851 |
| ---- | ---- | ---- | ---- | ---- | ---- | ---- | ---- | ---- |
| 132  | 160  | 190  | 239  | 239  | 240  | 274  | 691  | 664  |

| 1856 | 1861 | 1866 | 1872 | 1876 | 1881 | 1886 | 1891 | 1896 |
| ---- | ---- | ---- | ---- | ---- | ---- | ---- | ---- | ---- |
| 601  | 594  | 598  | 587  | 606  | 621  | 660  | 625  | 593  |

| 1901 | 1906 | 1911 | 1921 | 1926 | 1931 | 1936 | 1946 | 1954 |
| ---- | ---- | ---- | ---- | ---- | ---- | ---- | ---- | ---- |
| 614  | 614  | 591  | 493  | 473  | 465  | 419  | 447  | 430  |

| 1962 | 1968 | 1975 | 1982 | 1990 | 1999 | 2005 | 2006 | 2010 |
| ---- | ---- | ---- | ---- | ---- | ---- | ---- | ---- | ---- |
| 435  | 377  | 323  | 297  | 318  | 289  | 381  | 393  | 402  |

| 2015 | 2020 | 2022 | - | - | - | - | - | - |
| ---- | ---- | ---- | - | - | - | - | - | - |
| 413  | 421  | 425  | - | - | - | - | - | - |

### Enseignement
La commune relève de l'académie de Grenoble.

### Manifestations culturelles et festivités
- Fête: le dernier dimanche de juillet[21].

### Loisirs
- Pêche[21].

### Médias
Le territoire de la commune se situe dans l'aire de diffusion de plusieurs médias :

#### Presse écrite
- Le Dauphiné libéré, quotidien régional qui consacre, chaque jour, y compris le dimanche, dans son édition de « Romans et Drôme des collines » un ou plusieurs articles à l'actualité du canton et de la commune, ainsi que des informations sur les éventuelles manifestations locales, les travaux routiers, et autres événements divers à caractère local.
- L'Agriculture Drômoise, journal d'informations agricoles et rurales, couvre l'ensemble du département de la Drôme.
- Drôme Hebdo (ancien Peuple Libre), hebdomadaire chrétien d'informations.

#### Presse audio-visuelle
La commune est située sur l'aire de diffusion de Ici Drôme Ardèche, une radio publique également diffusée sur tout le territoire du département de la Drôme et de l'Ardèche.

## Économie
En 1992 : pâturages (bovins, caprins), céréales, cultures fourragères, pisciculture.
- Foire mensuelle (sauf en février, avril, juin, août et novembre)[21].

## Culture locale et patrimoine

### Lieux et monuments
- Église Saint-Christophe de Saint-Christophe-et-le-Laris : église romane[21], remaniée en 1848. Sur la façade, il est écrit : « Regarde Saint-Christophe puis va-t'en rassuré ». Dans le chœur de l'église, on peut voir une fresque de saint Christophe portant l'enfant Jésus sur l'épaule, œuvre de Donzelli[réf. nécessaire].
- Église Saint-Pierre du Charaix.
- Le Laris : tour ruinée[réf. nécessaire].
- Le Laris : église médiévale[21].

### Personnalités liées à la commune
- Mathieu de la Drôme né à Saint Christophe en 1808 : homme politique et vulgarisateur en sciences.
- Maxime Germain (1881-1953), né en cette commune, général d'armée français, père d'Hubert Germain (1920-2021), dernier compagnon de la Libération.

### Héraldique, logotype et devise
|  | Saint-Christophe-et-le-Laris possède des armoiries dont l'origine et le blasonnement exact ne sont pas disponibles. |